# 巴山郡
巴山郡，中国南北朝时设置的郡。
南朝梁大同二年（536年），置巴山郡，治所在巴山县（今江西崇仁县西南，一说在今江西乐安县东北公溪镇）。属江州。梁陈之际一度属高州。下辖巴山县、丰城县、新建县、新淦县、新安县、兴平县、西宁县、广丰县。南朝陈光大二年（568年）移治今江西丰城市东南二十三里，分广丰县设廣豐郡。隋文帝开皇九年（589年）废巴山郡，地入抚州。